# Davaar
Davaar Island (schottisch-gälisch: Eilean Dà Bhàrr) ist eine zu Schottland gehörende unbewohnte Gezeiteninsel im Firth of Clyde. Davaar liegt vor Campbeltown, im Campbeltown Loch. Die Insel ist bei Ebbe über einen schmalen Damm zu erreichen.
Davaar war zwischen 1449 und 1508 unter dem Namen Sanct Barre bekannt. Der moderne Name Davaar rührt von der älteren Bezeichnung Do Bharre - thy St Barre her. 
Auf dem Eiland wurde 1854 von David und Thomas Stevenson das Davaar Lighthouse errichtet. 1983 wurde der Leuchtturm modernisiert und arbeitet seither vollautomatisch. Lebten 2001 noch zwei Personen auf der Insel, war sie 2011 unbewohnt.

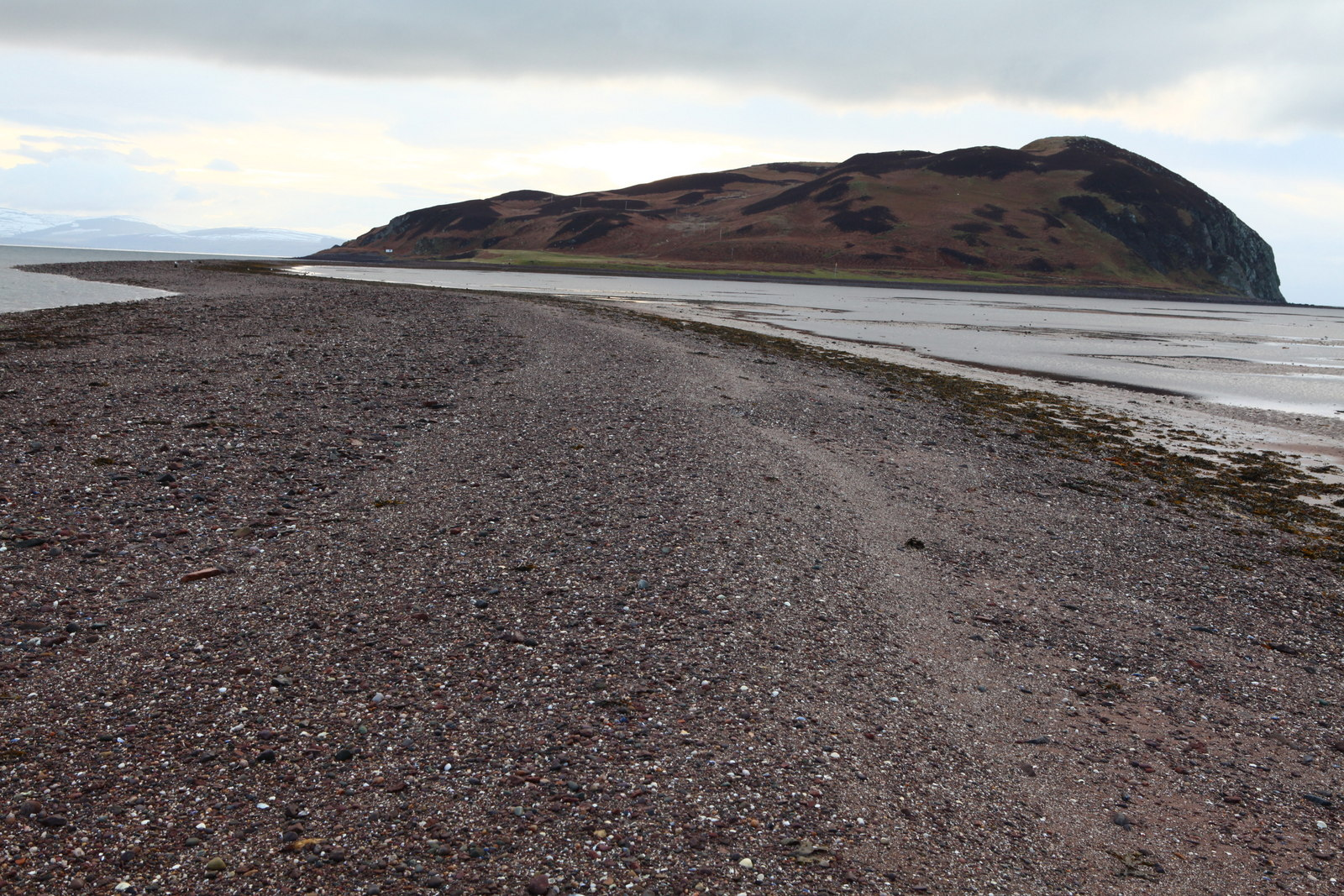
Der Damm nach Davaar

Davaar ist für seine sieben Höhlen bekannt. In der Jesus Cave hat der Künstler Archibald MacKinnon eine überdimensionale Kreuzigungsszene gemalt. Das Gemälde wurde zwischenzeitlich verunstaltet, 2006 jedoch wieder im Originalzustand hergestellt.
Auf der Insel sind Ziegen, Nerze und Schafe heimisch. 
Es gibt inoffizielle Briefmarken der Insel, welche seit 1964 ausgegeben wurden. 